# Parry O'Brien
William Parry O'Brien mlajši, ameriški atlet, * 28. januar 1932, Santa Monica, Kalifornija, ZDA, † 21. april 2007, Santa Clarita, Kalifornija.
O'Brien je nastopil na poletnih olimpijskih igrah v letih 1952 v Helsinkih, 1956 v Melbournu, 1960 v Rimu in 1964 v Tokiu. V letih 1952 in 1956 je osvojil dva zaporedna naslova olimpijskega prvaka v suvanju krogle, leta 1960 naslov podprvaka, na svojih zadnjih igrah leta 1964 pa je zasedel četrto mesto. Na panameriških igrah je zmagal v letih 1955 in 1959. 9. maja 1953 je postavil svoj prvi svetovni rekord v suvanju krogle z dolžino 18,00 m. 1. oktobra 1956 je rekord popravil devetič zapored na 19,25 m. Marca 1959 ga je izenačil Dallas Long, toda O'Brien je še desetič in zadnjič izboljšal rekord 1. avgusta 1959 na 19,30 m. Rekord je veljal do marca sledečega leta, ko ga je prevzel Long. 16. novembra 2013 je bil sprejet v Mednarodni atletski hram slavnih.